# Leszek Deptuła

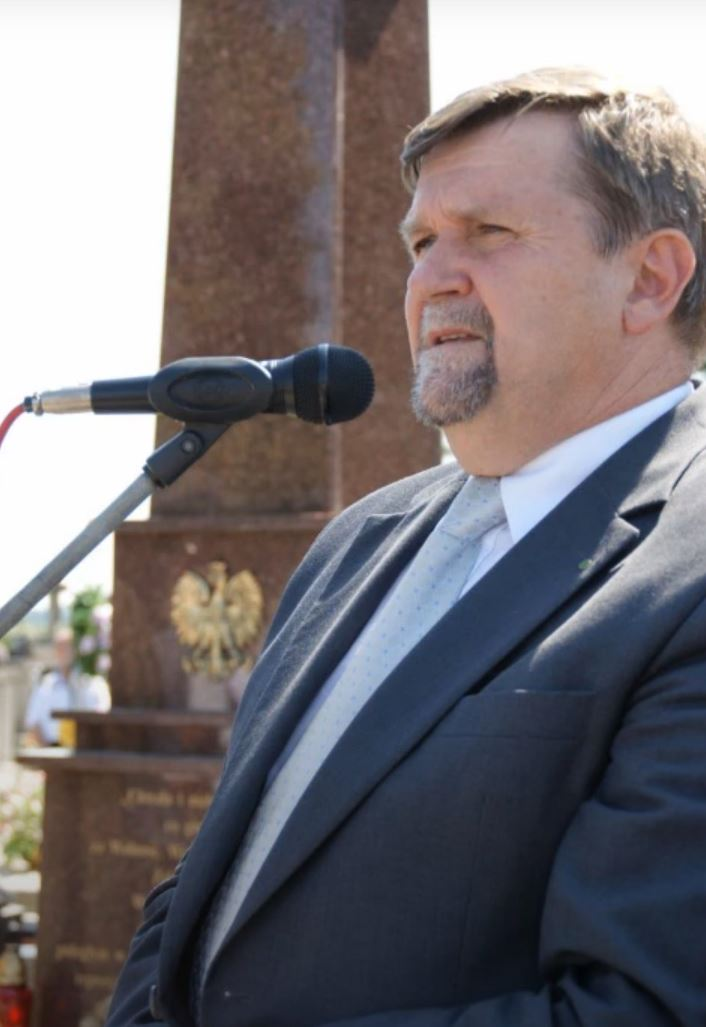
Leszek Deptuła (2009)

Leszek Roman Deptuła (* 25. Februar 1953 in Żagań in der Woiwodschaft Zielona Góra; † 10. April 2010 in Smolensk, Russland) war ein polnischer Politiker (PSL), Veterinärmediziner und von 2007 bis zu seinem Tod Abgeordneter der VI. Wahlperiode des Sejm.

## Leben und Beruf
1978 beendete Deptuła das Studium an der veterinärmedizinischen Fakultät der „Landwirtschaftlichen Akademie“ in Lublin (Akademia Rolnicza w Lublinie), die sich heute „Naturwissenschaftliche Universität“ in Lublin (Uniwersytet Przyrodniczy w Lublinie) nennt. Von 1978 bis 2002 arbeitete er in einer Tierklinik im Dorf Wadowice Dolne im Powiat Mielecki im Karpatenvorland. 
Über mehrere Jahre war Deptuła erst in der Standesvertretung als Mitglied der kleinpolnischen tierärztlichen Selbstverwaltung und später in der veterinärmedizinischen Ärztekammer des Karpatenvorlandes tätig. Er gehörte dem „veterinärärztlichen Gerichtshof“ (Krajowy Sąd Lekarsko-Weterynaryjny) in Warschau an.
Deptuła war verheiratet und hatte zwei Kinder. 

## Politik
Von 2002 bis 2006 übte Deptuła die Funktion als Woiwodschaftsmarschall der Woiwodschaft Karpatenvorland aus. Anschließend hatte er bis 2007 einen Sitz im dortigen regionalen Parlament, dem Woiwodschaftssejmik. Er war ebenso stellvertretender Vorsitzender des Gemeinderates in der Gmina Wadowice Górne.
Bei den Parlamentswahlen 1993, 1997 (jeweils im Wahlkreis Tarnów) und 2001 (jeweils im Wahlkreis Rzeszów) bewarb er sich jeweils erfolglos um ein Mandat. Bei der Parlamentswahl 2007 errang er ein Mandat im Sejm als Abgeordneter der Polskie Stronnictwo Ludowe (PSL), als er im Wahlkreis von Rzeszów 6688 Stimmen erhielt. Er kandidierte ohne Erfolg bei der Europawahl 2009.
Am 10. April 2010 gehörte Deptuła zu einer polnischen Delegation um Staatspräsident Lech Kaczyński, die anlässlich des siebzigsten Jahrestages des Massakers von Katyn zur Gedenkstätte nach Russland reisen sollte. Bei einem Flugunfall der Delegation nahe dem Militärflugplatz Smolensk-Nord kam er jedoch gemeinsam mit weiteren hochrangigen Repräsentanten Polens ums Leben.

## Ehrungen
Postum wurde ihm am 16. April 2010 das Komturkreuz des Ordens Polonia Restituta (Krzyż Komandorski Orderu Odrodzenia Polski) verliehen.